# Cyrtoxipha pumila
Cyrtoxipha pumila är en insektsart som först beskrevs av Hermann Burmeister 1838.  Cyrtoxipha pumila ingår i släktet Cyrtoxipha och familjen syrsor. Inga underarter finns listade i Catalogue of Life.